# Profundidade de campo

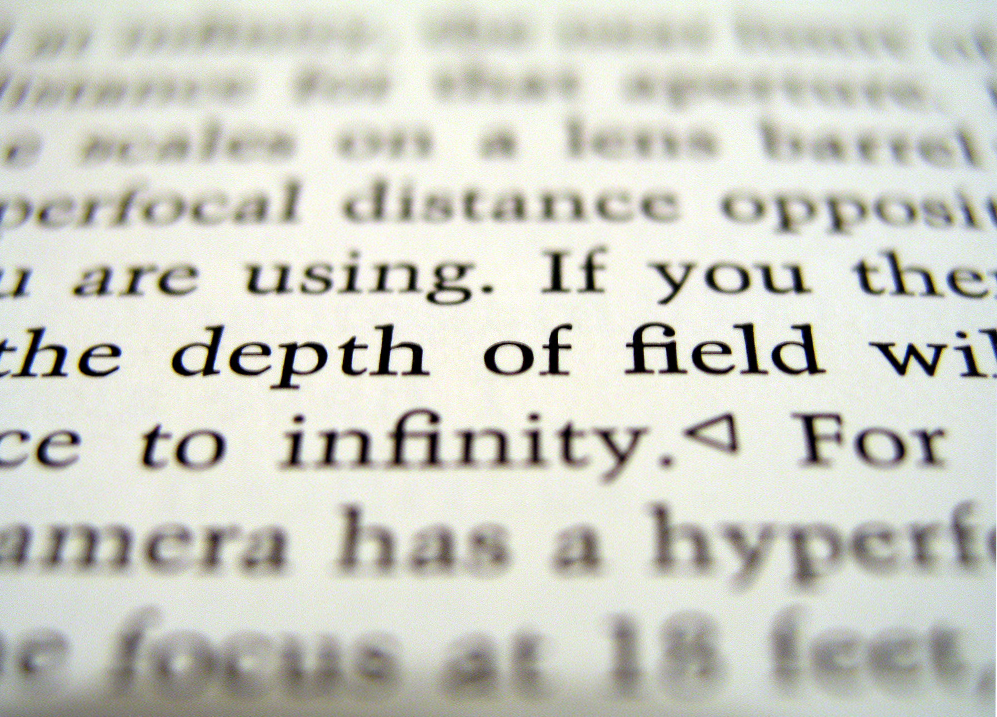
Macrofotografia com pouca profundidade de campo

Em óptica, profundidade de campo é um efeito que descreve até que ponto objetos que estão mais ou menos perto do plano de foco aparentam estar nítidos. Este efeito é dado por um fenômeno ótico denominado de círculos de confusão, que aumentam progressivamente conforme os objetos se afastam do plano de foco. Em uma imagem, quando os círculos de confusão se tornam maiores do que a acuidade visual humana, eles passam a dar a sensação de falta nitidez que caracteriza os limites da profundidade de campo. Via de regra a profundidade de campo é afetada diretamente por três fatores: i) o tamanho dos círculos de confusão capturados; ii) a ampliação realizada sobre eles para produzir a cópia final e; iii) a própria acuidade visual humana a uma dada distância.
A acuidade visual humana e a ampliação são elementos que normalmente não se encontram sob controle do fotógrafo no momento da obtenção da imagem. O tamanho dos círculos de confusão, por sua vez, é dado pela abertura do diafragma/íris (maior o valor f/x), pela distância da mídia em relação ao plano em foco e pela distância focal utilizada. A variação destes itens modifica o tamanho dos círculos de confusão formados sobre a mídia de tal forma que: o aumento da abertura e da distância focal levam a um aumento dos círculos de confusão, reduzindo a profundidade de campo, enquanto o aumento da distância da mídia (e, por consequência, da câmera) em relação ao plano de foco leva a uma redução dos círculos de confusão e um consequente aumento da profundidade de campo.
Deve-se salientar que só pode existir um ponto focalizado, e a profundidade de campo gera uma impressão de focalização nos elementos contidos em diversos planos.

## Obtenção da profundidade de campo

Efeito da abertura no foco e profundidade de campo. Os pontos em foco (2) projetam pontos no plano da imagem (5), mas pontos a diferentes distancias (1 e 3) projetam imagens desfocadas. Diminuindo a abertura (4) a intensidade do desfoque é reduzida em planos fora do ponto de focagem, tornando tal desfoque imperceptível. Com a abertura menor todos os pontos estarão dentro da profundidade de campo.

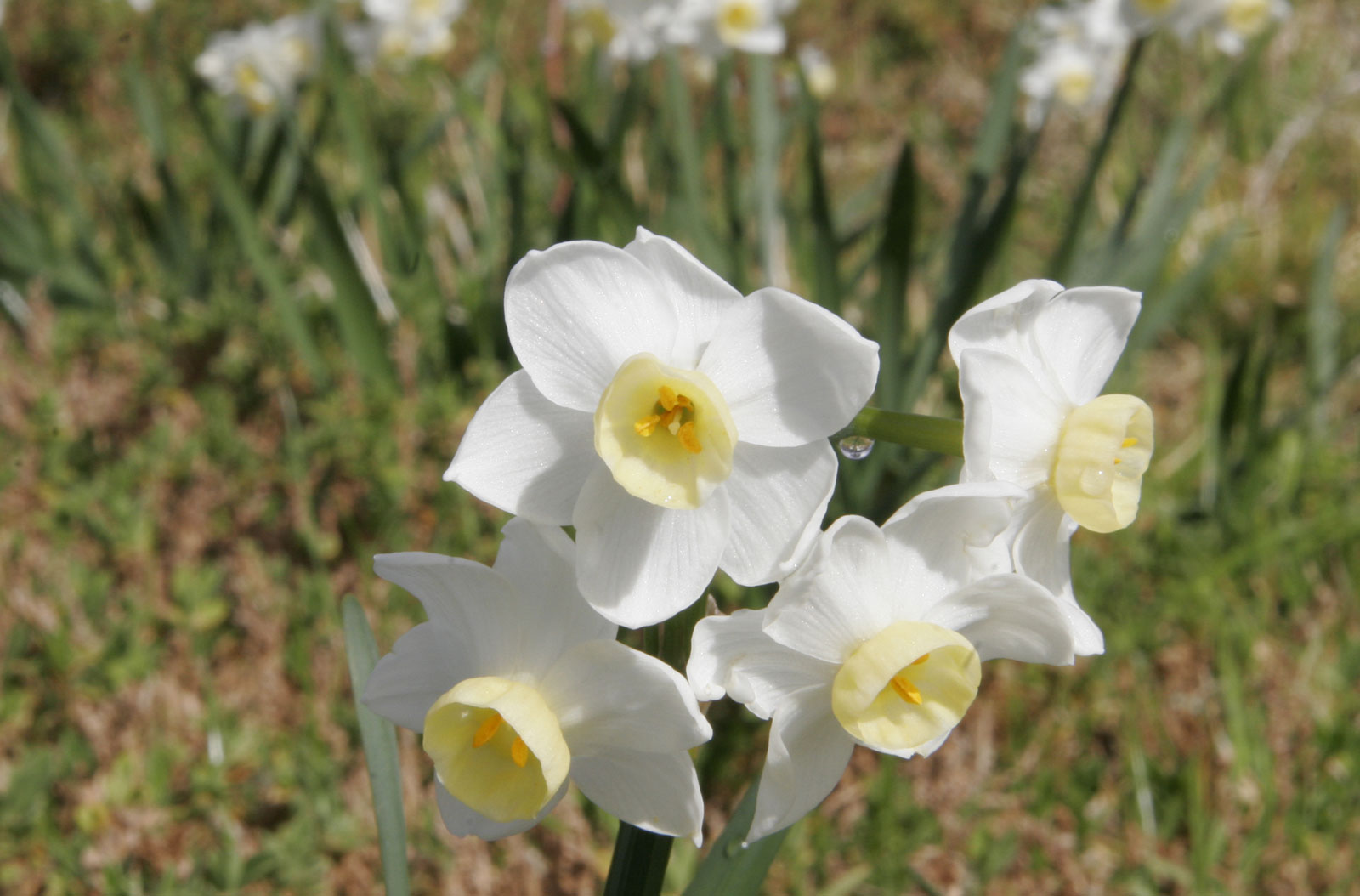
Média profundidade de campo

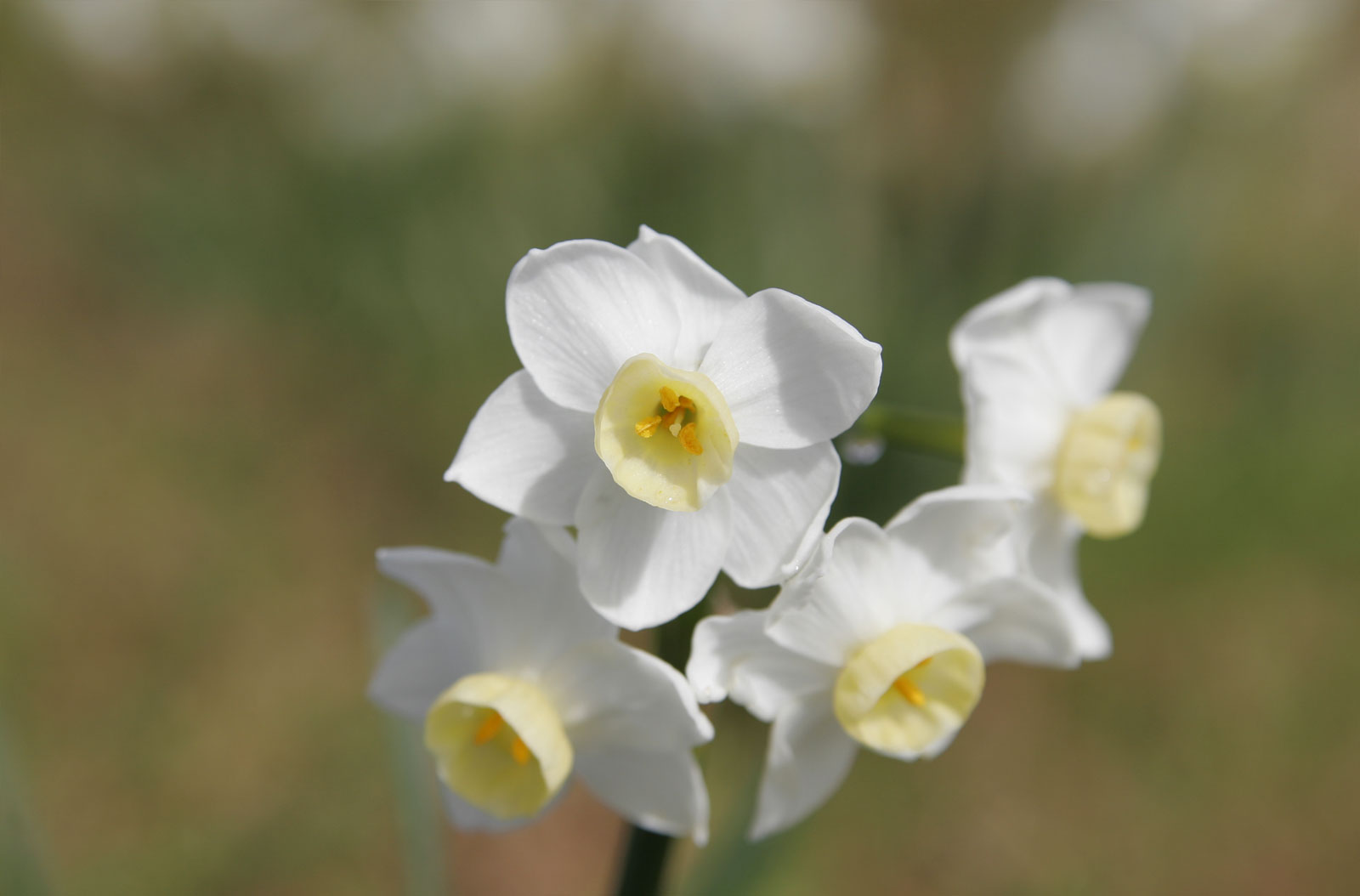
Pouca profundidade de campo

A profundidade de campo depende da abertura do diafragma (ou íris, para as câmeras de vídeo) e da proximidade que se está do objeto a ser fotografado ou filmado. O diafragma é um mecanismo da objetiva, composto por várias lâminas justapostas, e que regula a intensidade de luz que entra na câmera. Conforme é feita esta regulagem na intensidade de luz, ela afeta a nitidez entre os planos, ou seja, a profundidade de campo. A abertura do diafragma pode variar entre fechado e aberto, dependendo somente da objetiva utilizada para determinar os valores. Outro fator que afeta a profundidade de campo é a distancia focal da objetiva a ser utilizada. Quanto maior a distancia focal, maior será a área desfocada, e vice-versa. Por esse motivo é impossível conseguir grandes áreas desfocadas com objetivas grande angulares.
O valor do diafragma se dá através de números, conhecidos como números f ou "f-stop", e seguem um padrão numérico universal, iniciando se em 1, 1.4, 2, 2.8, 4, 5.6, 8, 11, 16, 22, 32, 45 etc. Cada numeração é 1,4x mais elevada que sua antecessora, sendo que os valores menores são os que representam maiores aberturas, que permitem maior incidência de luz. Entretanto, são os que darão uma menor profundidade de campo. O inverso é verdadeiro, portanto, os valores maiores representam os que permitem menor incidência de luz, e darão maior profundidade de campo.
Nas objetivas intercambiáveis de câmeras SLR, ou simplesmente reflex, há um anel regulável onde girando-o à esquerda ou à direita, seleciona se o número f (ou abertura) que lhe proporcionará a profundidade de campo desejada. Os números f são sempre apresentados em uma escala padrão. Quanto maior esse número, maior a profundidade de campo e por consequência, os elementos em diferentes planos ficarão nítidos.
Porém, independentemente da abertura escolhida, a proximidade que se está do objeto a ser fotografado é determinante para se ter uma grande ou baixa profundidade de campo na fotografia. Quanto mais próximo se está do assunto a se fotografar, menor será a profundidade de campo que se obterá.

## Aplicações e consequências
Tendo conhecimento deste recurso, o fotógrafo poderá trabalhar com diversos planos, em diversas situações de luz.
A consequência da escolha do número f é o tempo em que a câmera necessitará para registrar a fotografia, dentro dos parâmetros que se deseja.
Numa situação de muita luz, seja no ambiente externo ou num estúdio bem iluminado, ao utilizar, por exemplo, um número f maior (ex: f/22), será necessário utilizar um tempo de exposição mais longo (controlado pelo obturador), o que pode propiciar que a fotografia saia tremida (se não for utilizado um tripé) ou com registro de movimento do assunto. Porém esta é a melhor situação de luz para se fazer estes ajustes da melhor maneira possível, tendo ainda por cima uma alta gama de velocidade do obturador.
Já numa situação de pouca luz, como a noite ao ar livre, torna-se mais difícil realizar estas mudanças no diafragma, pois conforme o número f é diminuído, menor o tempo de exposição, porém há um limite sutil onde o registro pode ocorrer de maneira errônea, devido a falha na Lei de Reciprocidade Fotográfica, onde, numa situação de pouca luz, conforme há alteração no diafragma, a alteração correspondente necessária que seria feita no obturador pode não ser suficiente, devendo ser corrigida para mais ou para menos, dependendo do suporte utilizado (sensores digitais CCD ou CMOS, ou ainda os filmes fotográficos e sua grande gama de opções.[carece de fontes?])
A escolha da profundidade é uma das opções mais importantes quando se define a abertura e o tempo durante o qual que se expõe uma fotografia.
Por exemplo, para fotografar uma pessoa e isolá-la do fundo, usa-se a menor profundidade de campo possível através de um número f menor. Pelo contrário, ao fotografar uma paisagem grandiosa e querer que tudo o que se vê fique nítido, desde os objetos mais próximos até o infinito, deve se usar a maior profundidade de campo possível através do número f maior.